# Hiperficción explorativa
La Hiperficción explorativa es uno de los tipos de narrativa hipertextual, es decir, son los textos narrativos construidos en forma de hipertexto.

## Relación Lector-Autor
Existen dos grandes tipos dentro de la narrativa hipertextual:
Hiperficción constructiva: en esta, el lector puede modificar la historia. La hiperficción constructiva consiste en el trabajo colaborativo de varios autores (autoría compartida)
Hiperficción explorativa: la hiperficción explorativa tiene un solo autor, pero también permite al lector tomar decisiones sobre sus trayectos de lectura, eligiendo qué nexos establecer en cada momento. Esto exige una actividad constante que de alguna manera aproxima los papeles autor-lector pero no los confunde, pues a pesar de que los nexos se puedan elegir libremente, todos han sido pensados y escritos previamente por un autor, que no pierde el control de la narración como sucedía en la hiperficción constructiva. Aquí el lector no escribe, decide sobre lo ya escrito. Un ejemplo de hiperficción explorativa es el de los libros juego, destinados mayoritariamente a un público juvenil.

## Herramientas
Herramientas de autor: StorySpace™, StoryVision™, Movie Magic Screenwriting™ y Tinderbox™.